# Gruppe konkret
Die Gruppe konkret (Eigenschreibweise gruppe konkret) ist eine Künstlergruppe der Konkreten Kunst, die 1981 in Bonn gegründet wurde.

## Geschichte
Zur Vorgeschichte siehe
Die gruppe konkret wurde 1981 gegründet, als sich zehn Künstler aus Bonn und Umgebung, Wolf Ebener, Jupp Heinz, K.P. Kremer, Horst Pitzen, Walfried Pohl (der auch erster Sprecher der Gruppe war), Fredi Rast, Horst Rave, Jochen Röder, Wolfgang Ulbrich und Horst Peter Vitt zusammenfanden. Die Gruppe ging aus dem Arbeitskreis „Konstruktives Gestalten“ hervor, der sich 1971 nach der von Horst Pitzen organisierten Ausstellung „Konstruktive Tendenzen“ gebildet hatte. Angeregt wurde die Gründung der Gruppe auch von den Arbeiten Leo Breuers (1893–1975), der in seinem Nachkriegswerk das Konstruktive mit dem Poetischen verband.
In den folgenden Jahren kamen u. a. Jo Kuhn, der viele Jahre die gruppe konkret leitete, Eva Maria Andresen, Michael Biscup, Beni Cohen-Or, Dagmar Hagemann, Fritz Heerz, Reinhard Lättgen, Dagmar Lutz, Otto Nemitz, Valentina Pavlova und Gertrud Maria Viegener in die Gruppe. In späteren Jahren stießen Künstler wie Wolfgang Berndt, Maks Dannecker, Patrick Alexander Deventer, Alwin Dorok, Joachim Griess, Anja-Katrin Grimm, Rity Jansen Heijtmajer, H. K. Höcky, Ingrid Hornef, Ute Köngeter, Walter Kreutzberg, Riki Mijling, Norbert Müller-Everling, Christoph Noebel, Lazlo Otto, Ivo Ringe, rooose, Veronika Rodenberg, Zlatko Šumkovski, Jürgen Wolff, zuletzt 2024 Hana Hasilik zur Gruppe.
Mit einer Ausstellung im Institut für konstruktive kunst und konkrete poesie  (ikkp) im Kunsthaus Rehau feierte die gruppe konkret 2022 ihr 40-jähriges Bestehen.

## Selbstverständnis und Bedeutung
Es ist eine Art künstlerisches Credo der Gruppe, als man 1981 in einem Statut die Aufnahmekriterien formulierte:

„Es können nur Künster/-innen aus dem Bonner Raum aufgenommen werden, deren künstlerische Arbeit die konkret/konstruktive Kunst zum Inhalt hat oder bei deren künstlerischer Arbeit das konkret-konstruktive Gedankengut von maßgeblicher Bedeutung ist.“

Die unterschiedlichen Ansätze der inzwischen [Stand November 2024] 24 in der gruppe konkret
aktiven Künstler drücken die Vielfalt an Ausdrucksmöglichkeiten aus, die die Konkrete und Konkret/konstruktive Kunst inzwischen kennzeichnen, „ob es die Form oder die Farbe ist, die Skulptur oder der Ausdruck eines computergenerierten Kunstwerks“, schrieb Fritz Heerz als Sprecher der Gruppe 2024 anlässlich der Jahresausstellung im Museum Modern Art in Hünfeld.
„Ein strenges künstlerisches Konzept verhindert alles Überflüssige, das Ornament hat hier keinen Platz“, hieß es im Generalanzeiger anlässlich der Jubiläumsausstellung 40 Jahre Kunst der gruppe konkret im Künstlerforum Bonn. Formale Zurückhaltung lasse viel Raum für die Entfaltung und Betonung des Materials. „Freiraum heißt vielleicht auch das Erfolgsgeheimnis einer Künstlergruppe, in der unterschiedliche Bekenntnisse zur Konkreten Kunst ihr ästhetisches Zuhause gefunden haben.“
Laut Artfacts spielt die gruppe konkret eine bedeutende Rolle in der Konstruktiven und Konkreten Kunst im Rheinland und darüber hinaus und prägte auf diese Weise die Kunstgeschichte im Rheinland.

## Ausstellungen

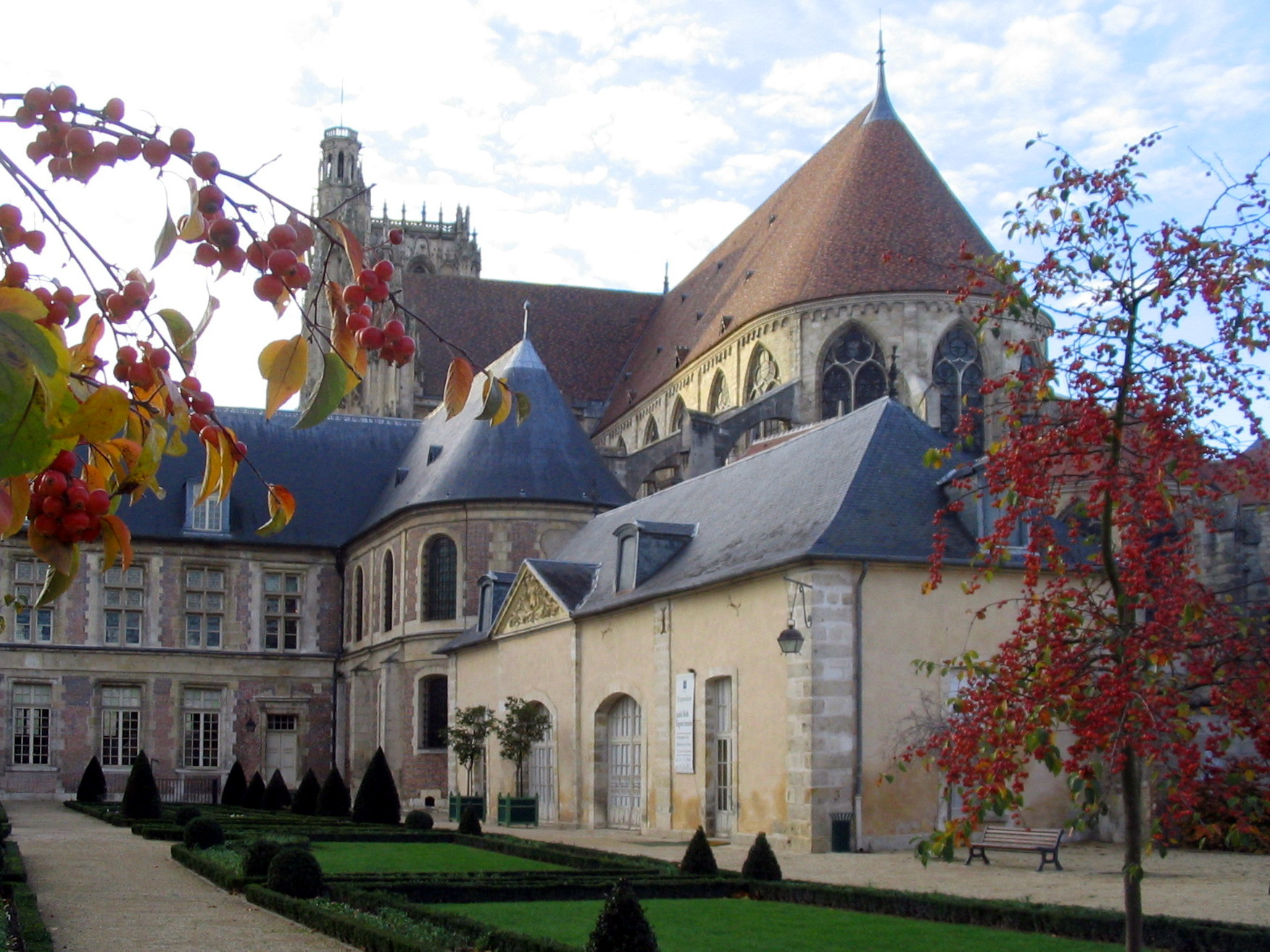
Die Orangerie Sens, Ort der zweiten Ausstellung (2004) der Gruppe konkret im Ausland

- 1982: Gründungsausstellung im Bundesamt für Zivilschutz, Bonn-Bad Godesberg
- 1982: Bundeskanzleramt (Bonn)
- 1983: Haus an der Redoute, Bonn-Bad Godesberg
- 1984: Brunswiker Pavillon, Kiel
- 1984: Galerie Circulus, Bonn
- 1984: Kunst im Stadthaus, 1. Kunstwoche
- 1985: Galerie St. Johann, Saarbrücken
- 1987: Kunstverein Koblenz; in der Galerie Markenbildchen, Koblenz
- 1987: Museum Bendorf
- 1988: Künstlerforum Bonn mit internationalen Gästen
- 1989: Oper Bonn, 2. Bonner Kunstwoche
- 1993: Kunstpavillon Soest
- 1995: Museum Modern Art, Hünfeld
- 1997: Galerie Faisant, Strasbourg
- 1998: Akademie für Wissenschaft und Kunst, Mölln
- 1999: Brunswiker Pavillon, Kiel
- 1999: Museum Abtei Liesborn
- 2001: Akademie der Künste (Berlin)
- 2002: Hallbergsches Schloss, Fußgönheim bei Ludwigshafen
- 2004: Institut für Konstruktive Kunst und Konkrete Poesie, Rehau
- 2004: Gesellschaft für Kunst und Gestaltung, Bonn
- 2004: Orangerie Musées de Sens, Frankreich
- 2005: Kunstverein Soest im Städtischen Kunstmuseum Morgnerhaus, Soest
- 2006: gruppe konkret zum 25., Gesellschaft für Kunst und Gestaltung, Bonn
- 2007: Historisches Rathaus Andernach
- 2008: Kunststation Kleinsassen, Rhön
- 2010: Glasmuseum Rheinbach
- 2010/2011: Museum Modern Art, Hünfeld
- 2011: 30 Jahre „gruppe konkret“, Künstlerforum Bonn
- 2013: gruppe konkret und Gäste, Haus an der Redoute, Bonn-Bad Godesberg
- 2014: Historisches Rathaus, Andernach
- 2017: Museum Wilhelm Morgner, Raum Schroth und Hans Kaiser Raum[9]
- 2017: Gäste Konkret. Hellweg Konkret[10]
- 2018: konkrete Positionen, Kalkül & Emotionen, gruppe konkret. Herzogenrath, Eurodebahnhof[11]
- 2018: konkrete Positionen, Kalkül & Emotionen. Künstlerforum Bonn
- 2019: Haus an der Redoute, Bonn Bad-Godesberg
- 2021: 40 Jahre gruppe konkret, 1981-2021. Galerie im alten Haus, Kunstforum Seligenstadt
- 2021: 40 Jahre gruppe konkret, 1981-2021. Künstlerforum Bonn
- 2022: Konkrete Positionen – Kalkül & Emotion. Landschaftsverband Rheinland, Köln
- 2022: 40 Jahre gruppe konkret 1981-2021 – ein Querschnitt. ikkp Rehau
- 2024: Nicht abstrakt, ganz konkret. Museum Modern Art, Hünfeld[12]